# Nicolas Charles Bernard-Dutreil
Pour les articles homonymes, voir Dutreil.
Nicolas Charles Bernard, seigneur du Treil, est un homme politique français né le 18 mars 1746 à Châteaubriant et mort le 28 mars 1833 au Grand-Auverné.

## Biographie
Nicolas Bernard du Treil est le fils de Jean Louis Bernard, seigneur du Treil, avocat en parlement, lieutenant de la maîtrise particulière des Eaux, Bois et Forêts de la baronnie de Châteaubriant, et de Marie Anne de Girard de Châteauvieux.
Avocat au parlement en 1776, sénéchal sous l'Ancien Régime, il devient sous-préfet de l'arrondissement de Châteaubriant le 17 germinal an VIII, puis commissaire du gouvernement près le tribunal de Redon.
Le 10 août 1810, il est élu député de la Loire-Inférieure.
Il est anobli par lettres patentes en date du 2 décembre 1814.
Marié à Marie Defermon du Chapellier (sœur de Jean-François Defermon et de Jacques Defermon), il est le grand-père de Jules Bernard-Dutreil.

## Décorations
- Chevalier de la Légion d'honneur en 1814[1]

## Sources
- « Nicolas Charles Bernard-Dutreil », dans Adolphe Robert et Gaston Cougny, Dictionnaire des parlementaires français, Edgar Bourloton, 1889-1891 [détail de l’édition]